# 月亮和六便士
《月亮和六便士》 是威廉·薩默塞特·毛姆的一本小說，以第一人稱通過對中心人物查爾斯·思特里克蘭德（Charles Strickland）心靈的描述，展現一個中年英國股票經紀人如何突然扔下妻子和孩子去追尋成爲藝術家的夢想。故事一說是取材于畫家保羅·高更的生活。

## 故事梗概
小說大部分以自述者的眼光寫成，自述者最初通過思特里克蘭德的妻子介紹而相識。部分章節全部是由自述者回憶的他人的故事或自述（選擇性的編輯或修飾了一些對話，特別是思特里克蘭德的，因爲文中說道思特里克蘭德比起口頭語言更傾向用身體語言表達）。
思特里克蘭德是生活在19世紀末20世紀初的倫敦的一個富裕的中產階級股票經紀人。小說起始，他離開妻子和孩子到了巴黎，以藝術家（主要是畫家）的身份過着貧窮卻目中無人的充足的生活，夜宿於破敗的酒店，疾病飢餓纏身。在始終縈繞的強迫性的藝術表達的驅動下，思特里克蘭德不關心物質上的安逸，漠視身邊環境的艱難，但在巴黎時一直接受一名商業上成功的但已過氣的荷蘭畫家、自述者的朋友戴爾克·施特略夫的幫助。後者隨即認識到思特里克蘭德的天賦。 在施特略夫幫助思特里克蘭德度過一場危及生命的重病後，施特略夫的妻子布蘭奇因愛上了思特里克蘭德而與她的丈夫分開。思特里克蘭德隨後拋棄了布蘭奇（所有他想要的不過是一個模特而不是一段感情，小說的對話中思特里克蘭德提及了此事但布蘭奇願意承擔風險）。隨後布蘭奇自殺身亡，成爲又一個思特里克蘭德對藝術和美的全身心追求下的犧牲品。
在巴黎的故事後，故事又從塔西提島繼續。思特里克蘭德已經死了，自述者試圖從他人的回憶中拼湊出他在島上的生活。他發現思特里克蘭德和一名當地女子發生關係並生下兩個孩子（其中一個死掉）並且創作上非常高產。我們得知思特里克蘭德因麻瘋病去世前在塔西提島度過了幾年，在這之前還在法國港口马赛定居了一段時間。思特里克蘭德留下了無數畫作，但他的妻子根據他的遺願，在他死後燒掉他因麻瘋病失明前於其小屋牆上創作的傑作。

## 靈感
故事創作靈感來自於被認爲是藝術上原始主義的創始人的高更。高更與思特里克蘭德的主要的區別在於高更是法國人而不是英國人，而對比毛姆筆下的思特里克蘭德對現代藝術中同時代的人的無知（同時也對所有其他藝術家的無知），高更自己熟知印象派且與19世紀80年代一起和印象派畫家展出過，且和梵高在法國南部一起生活過一段時間。

## 關於書名
據一些來源，沒有在書中出現明顯意義的書名取自《人性的枷锁》的一篇評論，評論寫道“主人公菲利普像所有年轻人一样，终日低头寻找地上的六便士银币，却错过了头顶的月亮。”According to a 1956 letter from Maugham, "If you look on the ground in search of a sixpence, you don't look up, and so miss the moon."

## 改編
本書被改編爲同名電影，由阿爾伯特·列文編劇導演於1942年上映。查爾斯·思特里克蘭德由喬治·桑德斯扮演。
小說也是約翰·加德納創作的同名歌劇「月亮與六便士」的主綫，於1958在科芬園首演。
作家李·波戈斯京（S. Lee Pogostin）於1959年爲美劇改編了該小說。勞倫斯·奧立佛出演。

## 流行文化
视觉小说《樱之刻》中，鸟谷真琴在和喝醉酒后的草薙直哉谈话时，略微谈及过此作。
陸劇《某某》中，盛望向江添透露母親曾經跟他講過這個故事，並希望兒子因為自己而選擇月亮，而非六便士。江添後來表示他也會選擇月亮。

## 外部連結
- The Moon and Sixpence - 古腾堡计划
- The Moon and Sixpence (film) （页面存档备份，存于） at the Internet Movie Database
- The Moon and Sixpence (audio) （页面存档备份，存于） at LibriVox